# Heliograaf

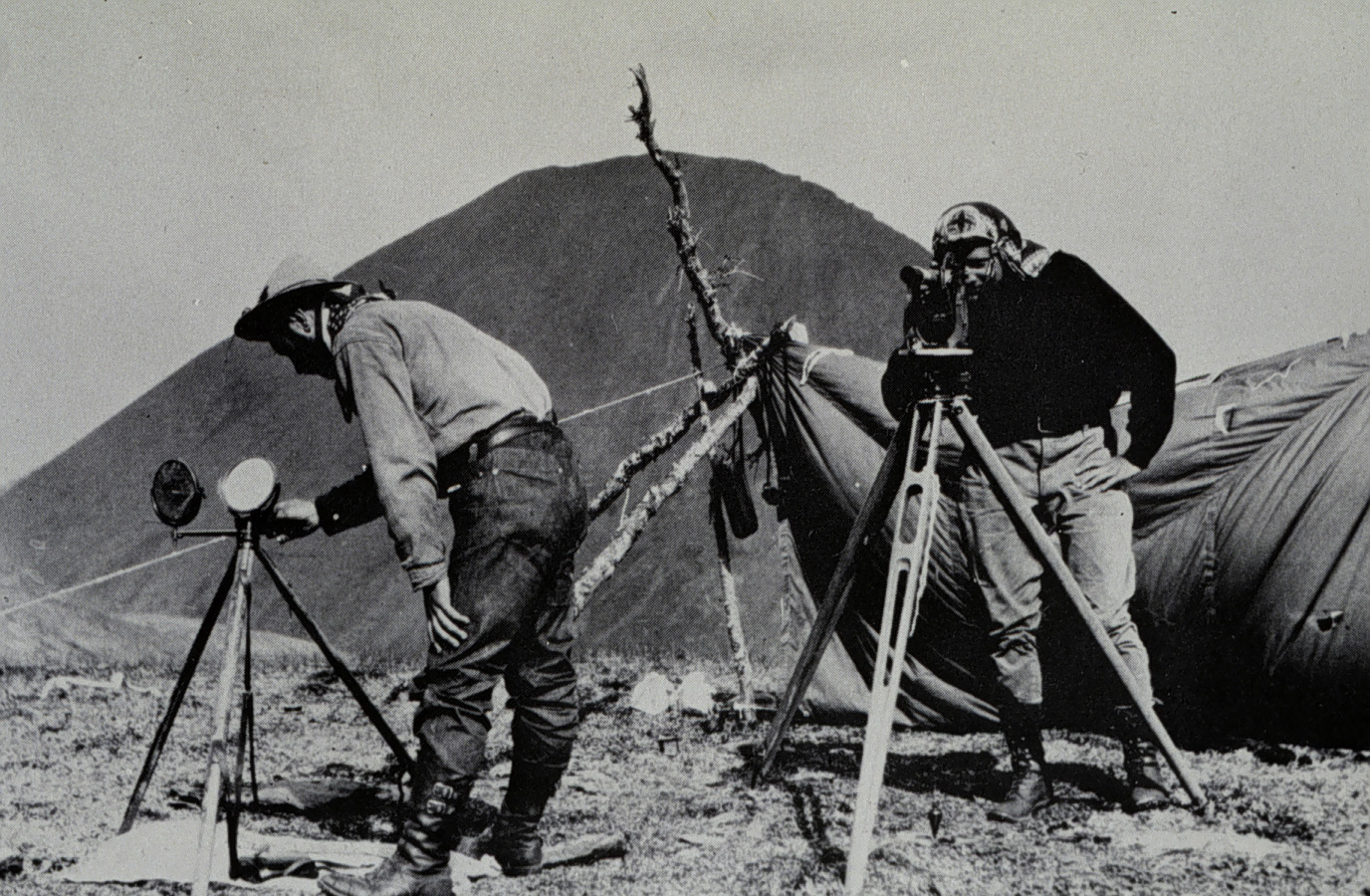
Communiceren via een heliograaf, 1910

Een heliograaf is een apparaat om met hulp van spiegels en het licht van de zon een lichtsignaal in een gekozen richting te sturen. Het woord heliograaf is afgeleid uit het Grieks en betekent letterlijk zonneschrijver. De persoon die een heliograaf bedient is een heliotropist.

## Communicatie
Heliografen zijn gebruikt om snel berichten over grote afstanden te versturen. Voor militair gebruik is het een voordeel dat de smalle lichtbundel alleen in de gekozen richting waarneembaar is. Heliografen werden ook gebruikt tijdens de Tweede Boerenoorlog (1899-1902)

## Landmeetkunde
Heliografen zijn ook gebruikt in de geodesie (landmeetkunde) om op grote afstand een theodoliet (meetinstrument) met grote precisie op een meetpunt te kunnen richten voor triangulatie. Bij het meten van het Nederlandse coördinatenstelsel van de Rijksdriehoeksmeting is op 16 augustus 1888 te Appingedam de lokaal ingehuurde heliotropist dhr. Tap door een tijdelijke opening in de vloer boven op de kerktoren dodelijk ten val gekomen.

## Oudheid
Er zijn verhalen over het gebruik van heliografen in de Oudheid. Deze eerste heliografen zouden gepolijste schilden zijn geweest waarmee zonlicht weerkaatst wordt van het ene punt naar het andere. Door het schild heen en weer te bewegen of er een scherm tussen te houden, kon men dan bepaalde signalen maken. Omdat deze verhalen pas verschenen in de periode van moderne heliografen, gaat men ervan uit dat dit moderne verzinsels zijn.